# 吉國忠亜
吉國 忠亜（よしくに ただつぐ、1944年8月 - ）は、日本の化学者・教育学者。群馬大学教育学部教授。専門は合成化学・科学教育学。

## 来歴・人物
- 1944年9月　大阪府に生まれる。(幼少期のあだ名は「クニヨシ」)
- 1972年3月　近畿大学理工学部応用化学科卒業。
- 1977年3月　東北大学大学院理学研究科化学科修了。 （理学博士）
- 1980年4月　長岡技術科学大学工学部講師。
- 1987年4月　岡山大学工学部助教授。
- 1993年4月　群馬大学教育学部理科教育講座教授。
- 2011年3月　群馬大学教育学部理科専攻教授を退任。

## 専門分野
主に合成化学
- 酸素分子を用いる酸化反応
- ヒドロキシベンズアルデヒド類の合成
- 新規有機合成

## 著書・論文

### 著書
- 『基礎分析化学』 （化学同人社、1998年）

### 論文
- 『セリウム錯体によるクレゾール類の酸素酸化反応』　技術教育研究論文誌 （2003年）
- 『キラキラわくわく化学』　日本化学会・群馬大学工学部共編　上毛新聞社 （2003年）
- 『群馬大学教育学部説明会における理科模擬授業の取り組み』　　群馬大学教育実践研究 （大学・研究所等紀要、2004年）
- 『アルキルナフトールの酸素酸化反応』　群馬大学教育学部紀要自然科学編 （2004年）
- 『セリウム触媒を用いる二置換ベンジルアルコールお酸素酸化反応』　群馬大学教育学部紀要自然科学編 （学術雑誌、2005年）
- 『身近な物を燃やして炎の色を見よう』　（化学だいすきクラブだより）日本化学会 （学術雑誌、2006年）
- 国立情報学研究所収録論文 国立情報学研究所

他多数

## 受賞学術賞
- 大塚化学研究進歩賞　(1985年)

## 所属学会
- 日本化学会
- アメリカ化学会(American scince society)
- 触媒学会
- 電気化学協会
- 日本希土類学会
- 日本分析化学会
- 錯体化学研究会